# Microregiunea Várpalota
Microregiunea Várpalota (în maghiară Várpalotai kistérség) a fost o microregiune statistică (kistérség) din județul Veszprém, Ungaria.
Cu o populație de 36.793 locuitori și o suprafață de 280,78 km2, aceasta a existat până în 2014, când în Ungaria, microregiunile ”kistérségek” au fost înlocuite de districte (járások).